# Lin Yü-chih
Lin Yü-chih (林煜智; em em pinyin: Lín Yùzhì; Taipé, n. ca. 1972) é um ex-detentor do título de homem mais baixo do mundo, segundo o Guinness World Records. Lin vive Taipé, Taiwan, onde trabalha como escritor e ativista social. Seu nome, por vezes, é grafado erroneamente como Lin Yih-chih. Em maio de 2008, ele apareceu em um documentário chamado "The World's Smallest Man and Me", do canal de televisão britânico Channel 4.
Lin sofre de osteogênese imperfeita, uma doença óssea genética que impede o crescimento normal do osso e da estatura. Segundo o Guinness World Records, ele tem 67,5 cm (2 ft 2,58 in) de altura. Lin também é o fundador da Osteogenesis Imperfecta Association.
Ele perdeu o título de homem mais baixo do mundo para Khagendra Thapa Magar em 4 de outubro de 2010, no aniversário de dezoito anos deste, quando anunciou-se sua altura de 67,05 cm, apenas 0,42 cm mais baixo que Lin.